# Stockholms Spårvägsmuseum
Spårvägsmuseet är ett spårvägsmuseum i Stockholm. Det ligger i Hjorthagen i Norra Djurgårdsstaden. Museet ägs och drivs av Trafikförvaltningen inom Region Stockholm och visar utvecklingen av Stockholmsområdets kollektivtrafik från 1650-talet fram till våra dagar. I Spårvägsmuseets uppdrag ingår också att bevara och berätta om lokaltrafiken till sjöss samt om nutida och framtida kollektivtrafik i Stockholmsregionen.

## Historik

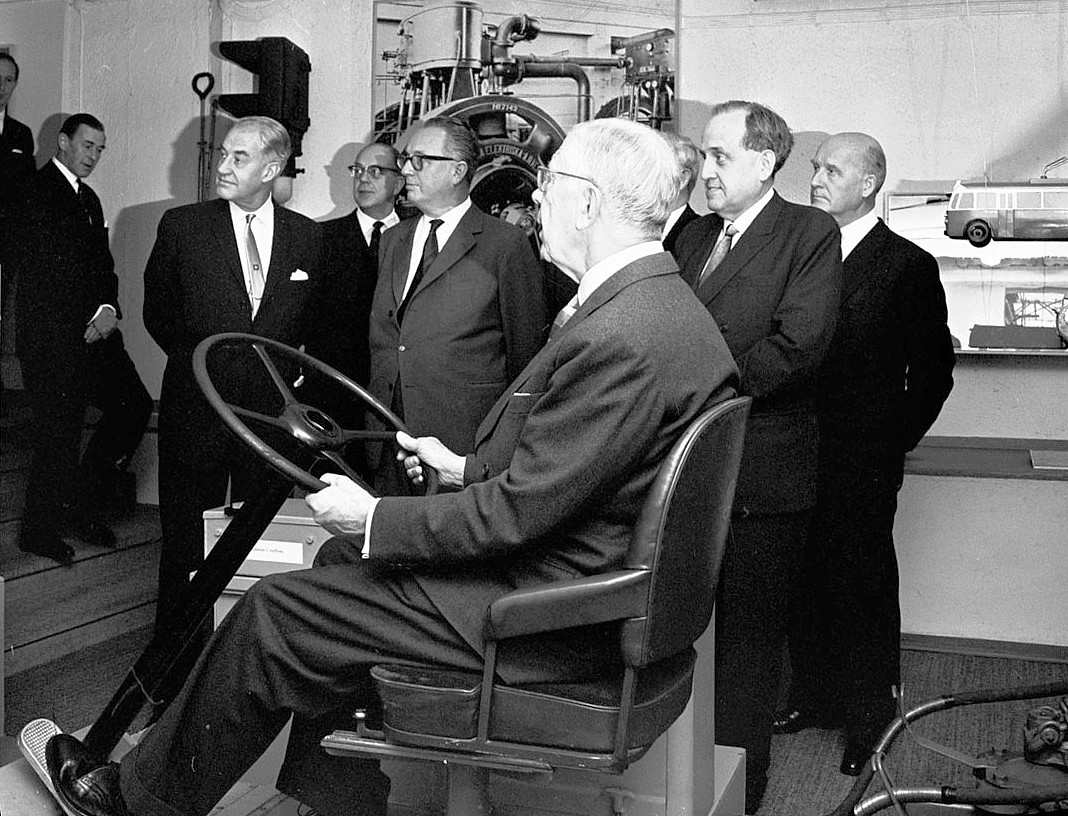
Gustav VI Adolf på besök, 1963.

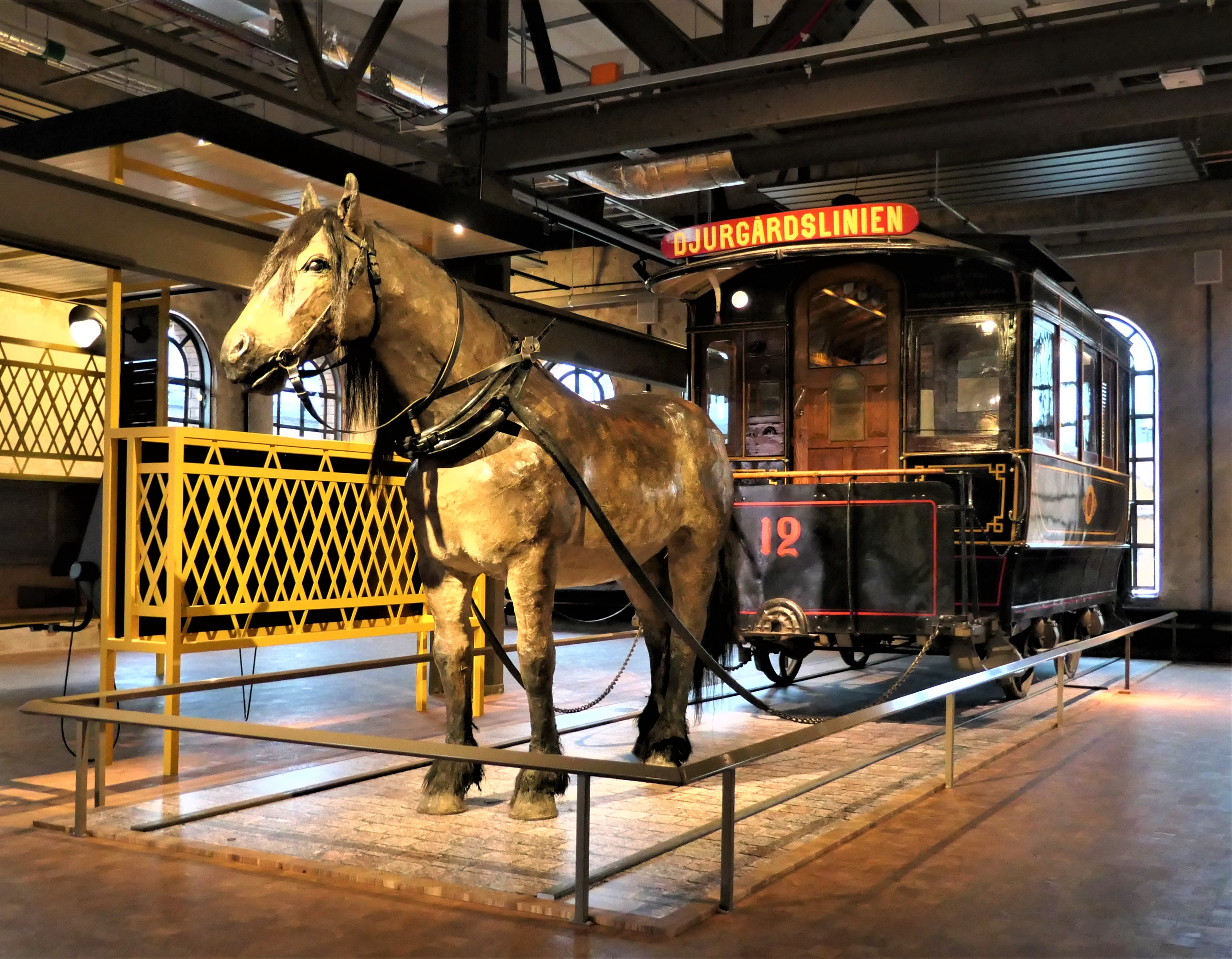
Hästspårvagn nr 12, museets äldsta föremål.

Spårvägschefen Ernst Hjortzberg började samla föremål redan kring sekelskiftet 1900, då det fortfarande rullade hästspårvagnar på Stockholms gator. Ett internt museum fanns på en vind vid bolagets huvudkontor på Tegnérgatan. Ett av de första fordonen som bevardes var Hästspårvagn nr 12, en av de första spårvagnarna i Sverige.

### Tulegatan (1944–1964)
År 1944 öppnades museet för allmänheten på Tulegatan, i närheten av spårvagnshallarna. 

### Odenplan (1964–1990)
År 1964 flyttades museet till Odenplans tunnelbanestation med hästspårvagn nr 12 uppe på perrongen. Lokalerna som låg i skyddsrummen under perrongen var mycket små, och man hade inte möjlighet att visa så många fordon.

### Södermalm (1990–2017)
År 1990 fick museet nya lokaler som var mer passande för verksamheten, nämligen i bottenvåningen av SL:s bussgarage Söderdepån på Södermalm med entré från Tegelviksgatan. Här kunde man visa en stor del av samlingen, med plats för en minitunnelbana för barn att åka med genom museet.  Från 2005 låg även Leksaksmuseet i Spårvägsmuseets lokaler, som i sin tur inrymdes i den tidigare Söderdepån. Spårvägsmuseet flyttade ur lokalerna på Tegelviksgatan i september 2017.

### Hjorthagen (2022–)
Stockholms Spårvägsmuseum stängde i september 2017 i sina tidigare lokaler i den gamla Söderdepån vid Tegelviksgatan, vilka senare rivits till förmån för bland annat bostäder. Museet öppnade på nytt 21 maj 2022 i Värtagasverkets tidigare område i Hjorthagen. De nya museilokalerna inrättades i gasverkets Hus 9, regenerationshuset, som är en stor industrilokal från 1897 ritad av Ferdinand Boberg. Totalt disponeras 3 700 kvadratmeter utställningsyta.

## Utställningar

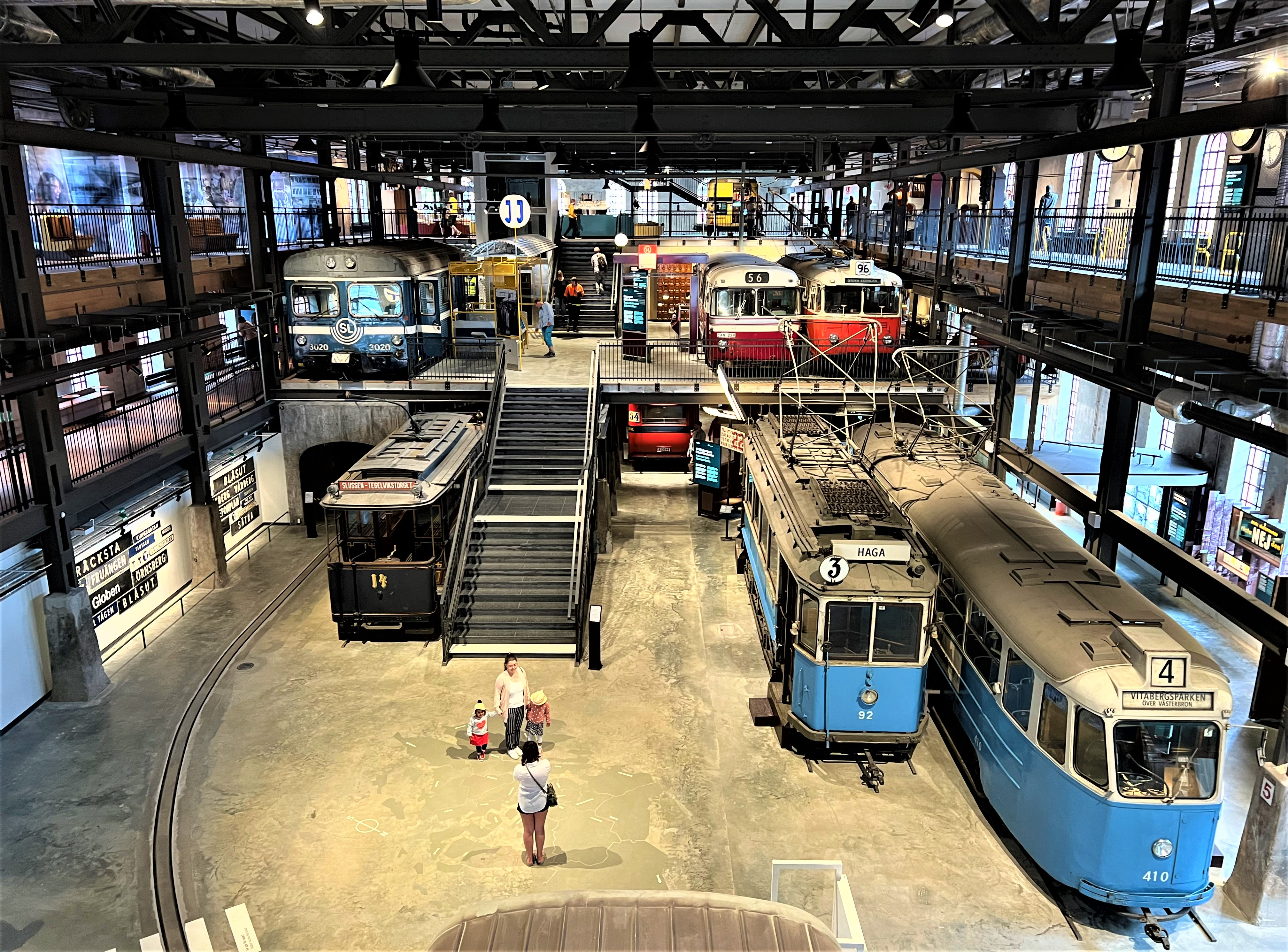
Fordonsutställning på flera våningsplan.

Museet har ett 60-tal spårvagnar, lokaltåg, bussar, trådbussar och järnvägsvagnar för utställning. Andra fordon finns på Lidingöbanan, Roslagsbanan, Saltsjöbanan och i tunnelbanan, där de körs vid evenemang, samt på Djurgårdslinjen. I museets samlingar finns även ett omfattande ritningsarkiv, fotosamling och referensbibliotek.
I museilokalerna på Tegelviksgatan visades permanent fordon och föremål från kollektivtrafikens historia. Det äldsta fordonet i samlingen är en hästomnibus, en så kallad Wurst, förmodligen byggd någon gång på 1840-talet. Detta är sannolikt det äldsta bevarade lokaltrafikfordonet i Sverige.
Ett av de främsta föremålen i samlingen är hästspårvagn nr 12 från Stockholms Nya Spårvägsaktiebolag (SNS), byggd 1877, samt Stockholms Södra Spårvägsaktiebolags (SSB) elektriska spårvagn nr 14, byggd 1901.

## Bildgalleri

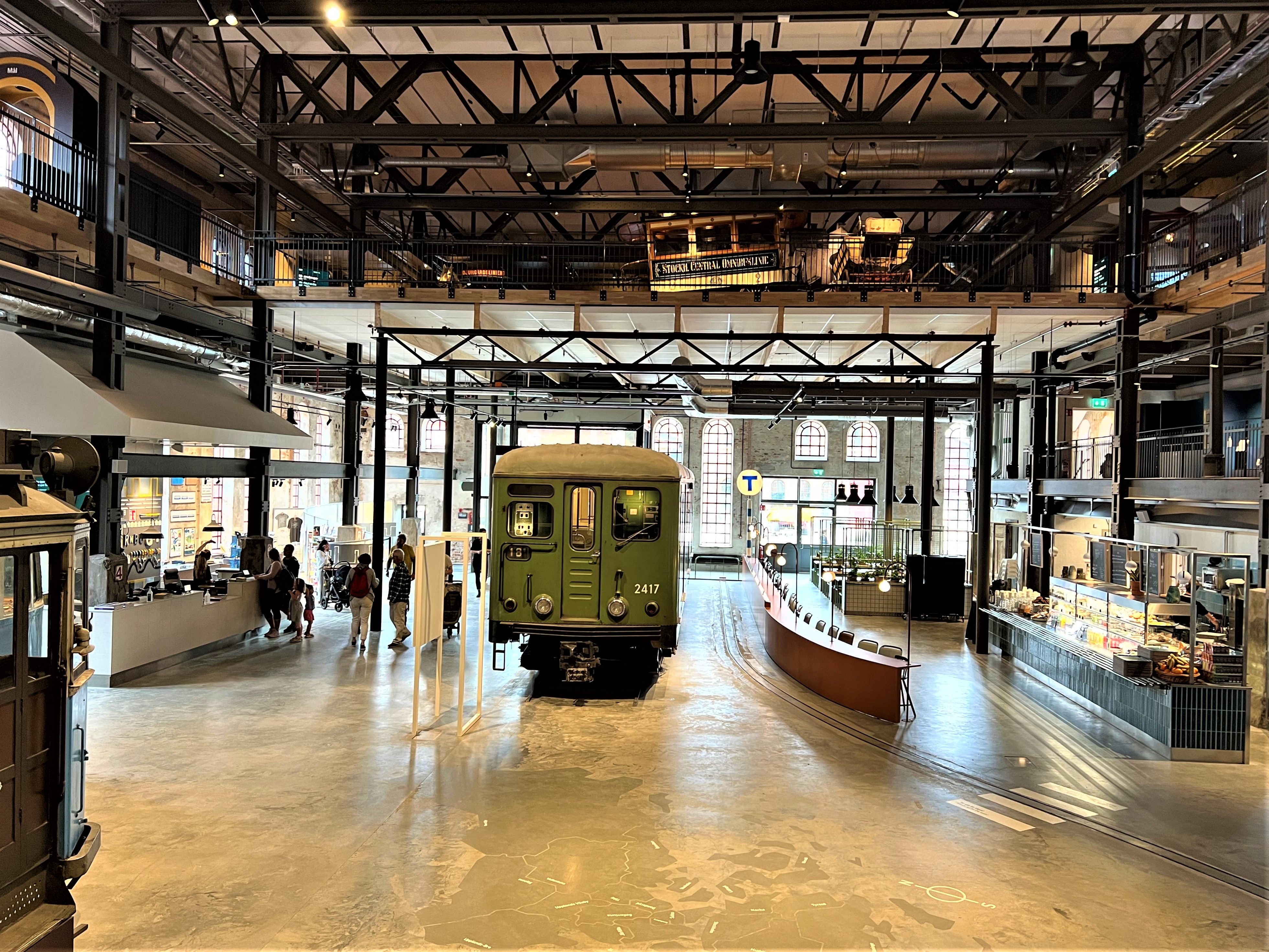
Vy mot entrén, tunnelbanevagn C2 och kafeterian.
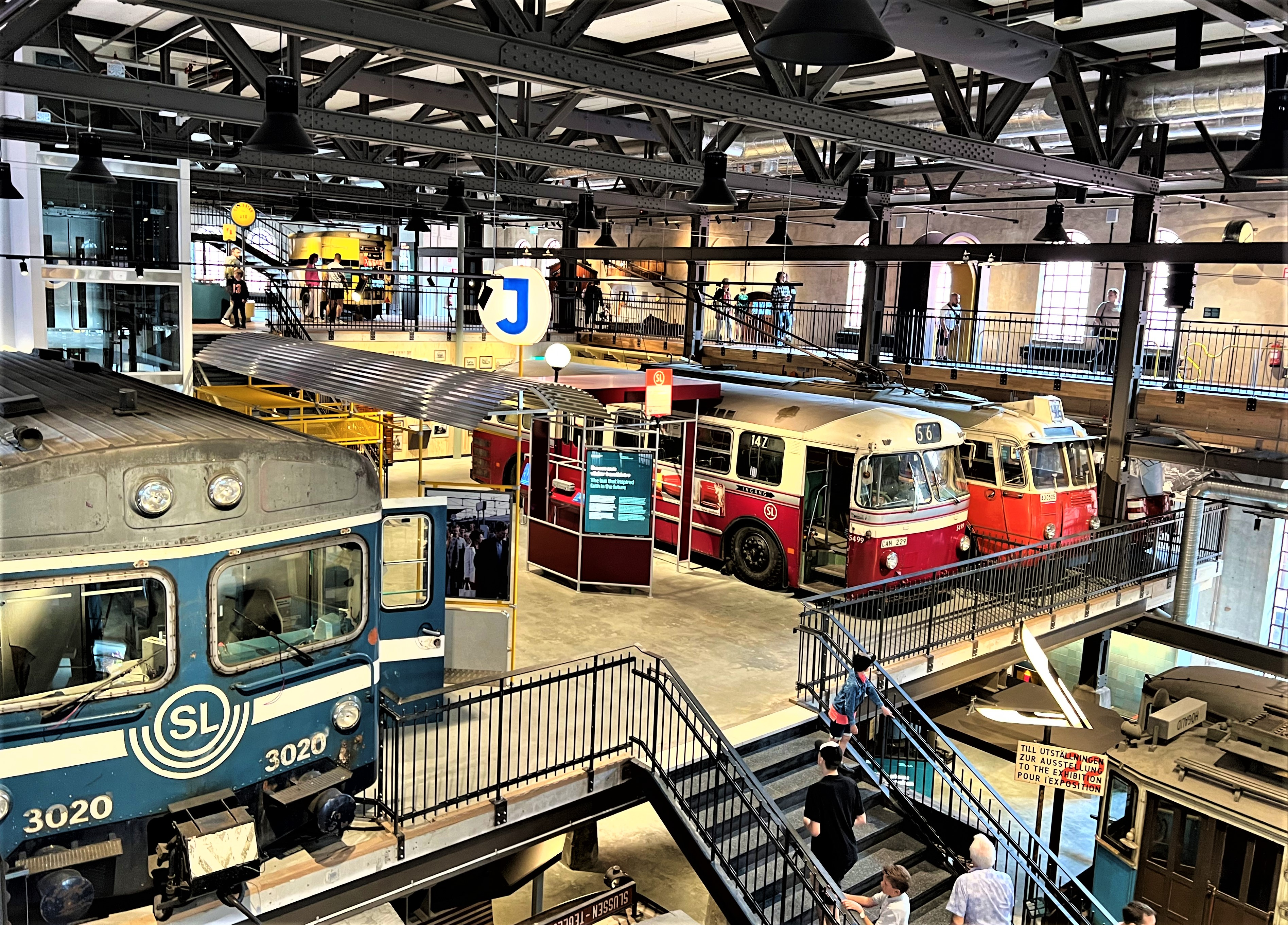
Delar av fordonsutställningen.
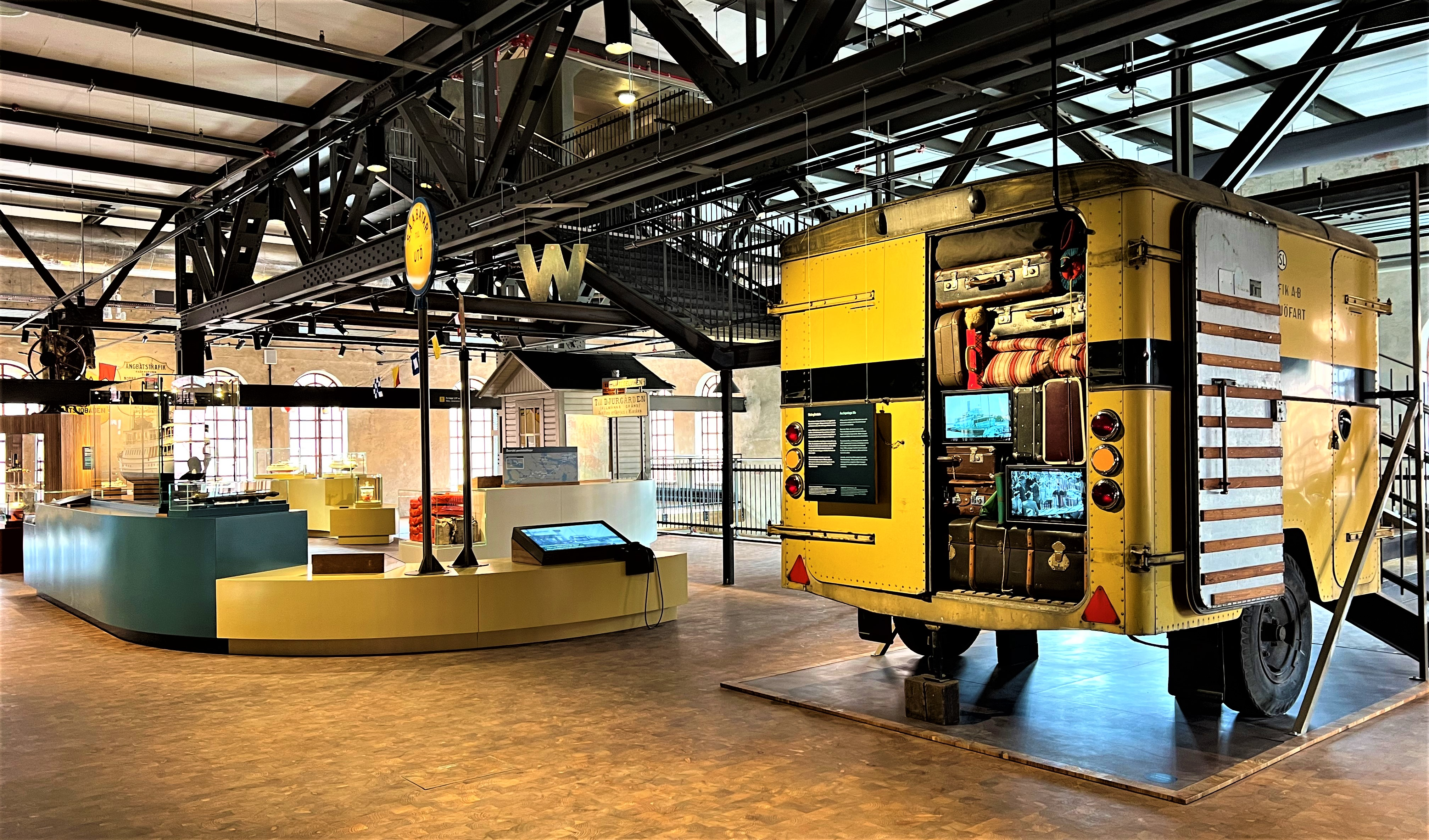
Fordon och föremål med marin anknytning.
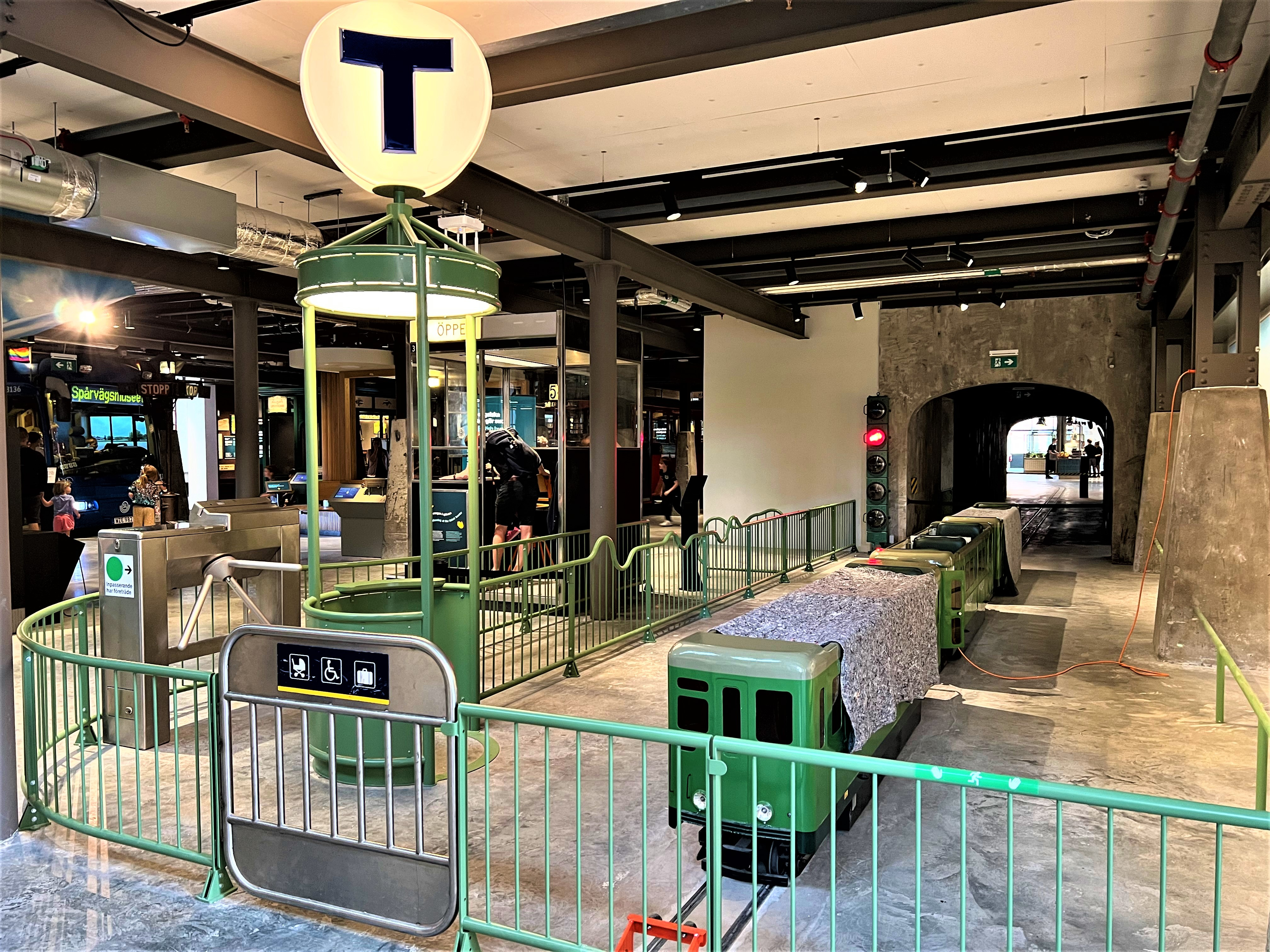
Miniatyrtunnelbana mot entrén och kafeterian.
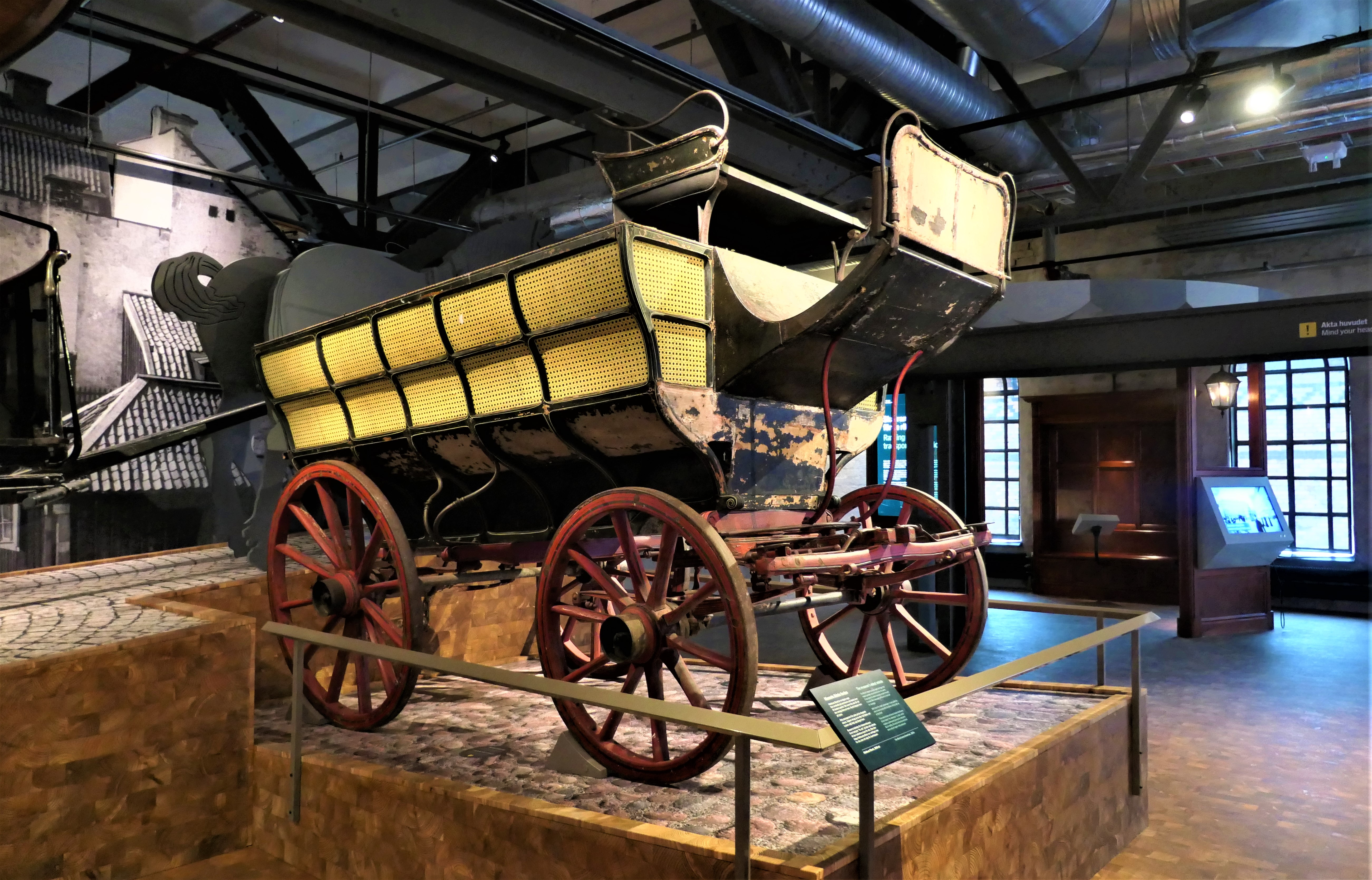
Hästomnibus, en så kallad Wurst.
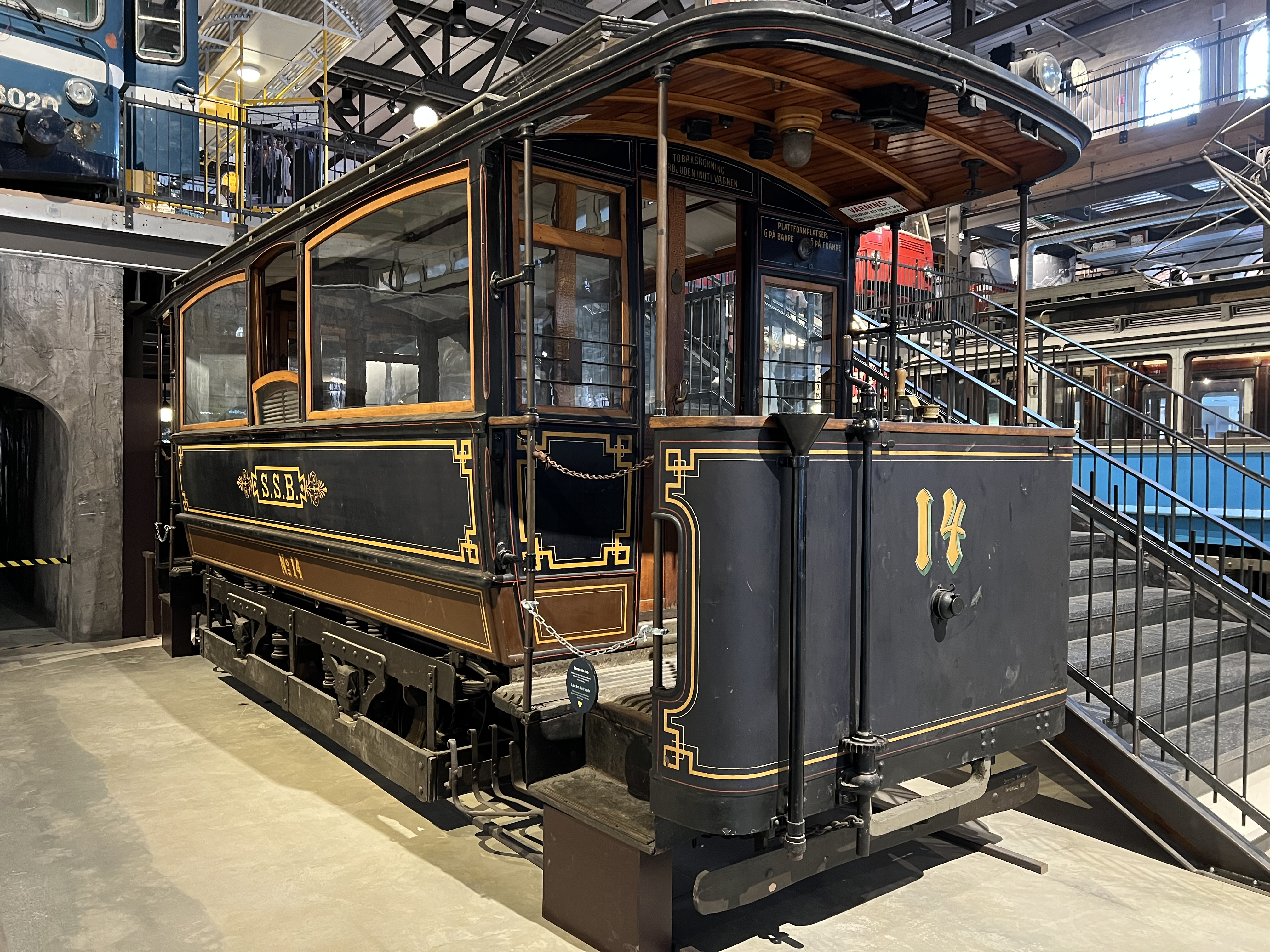
Stockholms Södra Spårvägsaktiebolags elektriska spårvagn nr 14, byggd 1901.
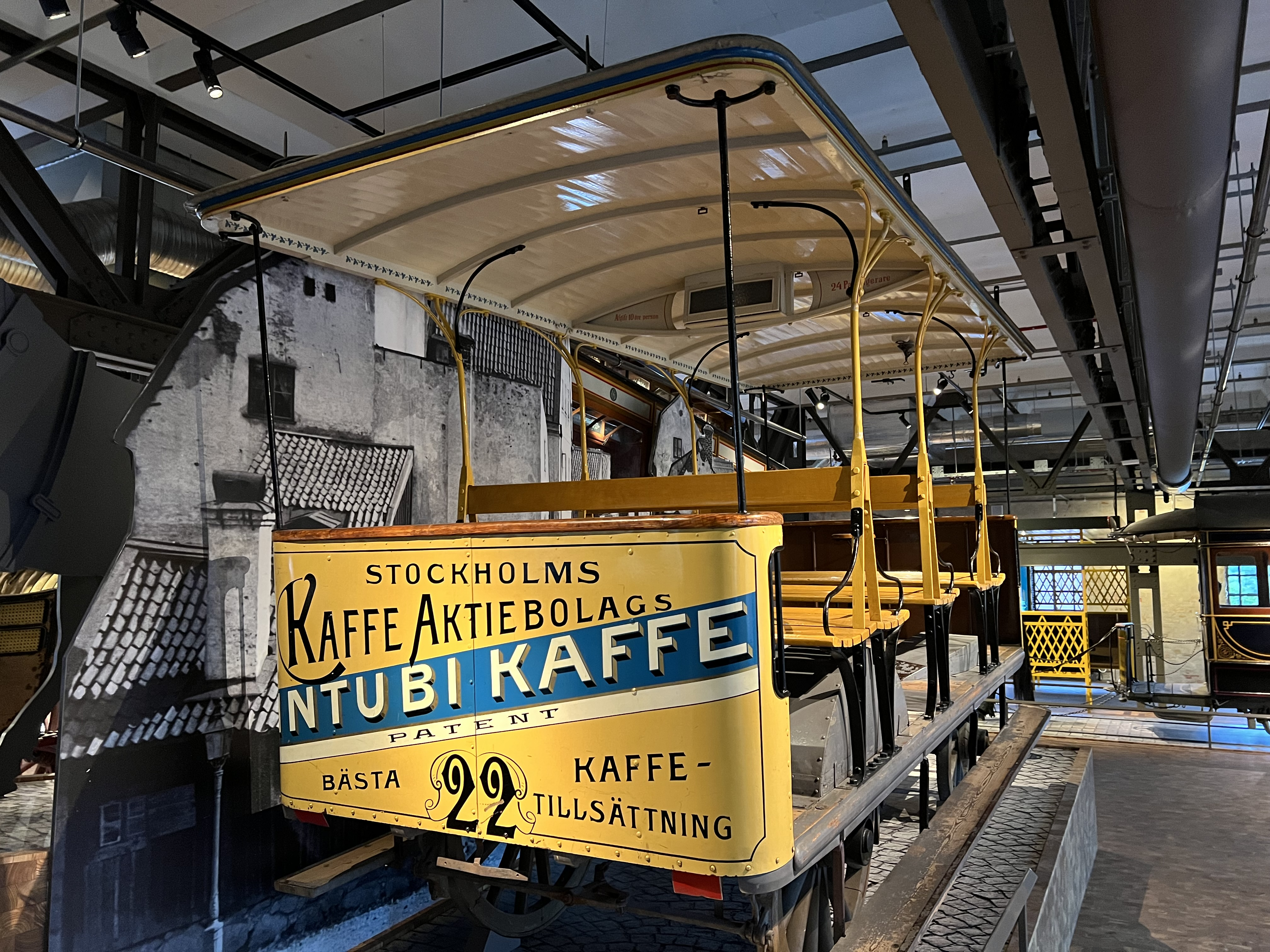
Hästbuss för "Allmänna omnibus AB", vagn 22 från 1891.